# Voluntad Popular
Voluntad Popular (Kürzel: VP; spanisch für „Volkswille“) ist eine sozialdemokratische Partei in Venezuela. VP wurde im Dezember 2009 von Leopoldo López gegründet und am 14. Januar 2011 von der Nationalen Wahlkommission anerkannt. Die Partei ist in Opposition zur sozialistischen Regierung von Hugo Chávez bzw. Nicolás Maduro und gehört zum Wahlbündnis Mesa de la Unidad Democrática (MUD).
Vor der Gründung von VP hatte der Parteivorsitzende und -gründer López der rechtsliberalen Partei Primero Justicia angehört und war von 2000 bis 2008 Bürgermeister von Chacao de Caracas gewesen. 2008 verlor er wegen des Vorwurfs der Veruntreuung öffentlicher Gelder sein passives Wahlrecht, was jedoch der Interamerikanische Gerichtshof für Menschenrechte für unrechtmäßig erklärte.
López war einer der prominentesten Anführer der oppositionellen Massenproteste von 2014. Er wurde im Februar 2014 wegen des Vorwurfs der Anstiftung zur Gewalt und der Mitgliedschaft in einer kriminellen Vereinigung verhaftet und im September 2015 wegen Anstachelung zur Gewalt und Verschwörung zu über 13 Jahren Haft verurteilt. Von Menschenrechtsorganisationen wie Amnesty International und Human Rights Watch wird er als politischer Gefangener bezeichnet.
Bei der Parlamentswahl im Dezember 2015 erhielt die Partei als Bestandteil des MUD-Bündnisses 14 der 165 Sitze in der Nationalversammlung. Sie ist damit viertstärkste Kraft innerhalb des Oppositionsblocks. Seit Januar 2017 ist Freddy Guevara vom VP Erster Vizepräsident der Nationalversammlung.
Seit Dezember 2014 ist Voluntad Popular Vollmitglied der Sozialistischen Internationale.
Nachdem die Oppositionsparteien entschieden hatten, nicht an der Parlamentswahl in Venezuela 2020 teilzunehmen, da diese nicht als freie Wahl durchgeführt werden würde, setzte der regimetreue Oberste Gerichtshof Venezuelas den Vorstand der Partei ab und setzte den als regierungsnah geltenden José Gregorio Noriega als neuen Parteivorsitzenden ein. Noriega war 2019 aus der Partei ausgeschlossen worden.